# نبيهة حداد
نبيهة محمد رشاد حدّاد (1920 - سبتمبر 1977) شاعرة سورية. ولدت في اللاذقية العلوية الانتدابية ونشأت فيها في أسرة مثقفة. ثم انتسبت لكلية الآداب بجامعة دمشق وتخرجت فيها سنة 1967. اشتغلت بالتدريس في مسقط رأسها. لها «أزهار ليلك» (1970)، وقصائد نشرتها صحف ومجلات عصرها. توفيت في مسقط رأسها عن عمر 57 عامًا.

## سيرتها
ولدت نبيهة محمد رشاد حدّاد سنة 1920 أو 1919 في اللاذقية عاصمة دولة علوية الانتدابية في أسرة مثقفة معروفة. تلقت تعليمها بمراحله الثلاث فيها حتى حصلت على شهادة الثانوية العامة. ثم تخرجت في قسم الفلسفة بكلية الآداب بجامعة دمشق عام 1967. ثم رجعت إلى اللاذقية واشتغلت في التعليم. تدرجت في عملها الوظيفي حتى غدت مديرة لمدرسة خولة بنت الأزور في اللاذقية.

توفيت نبيهة حداد في سبتمبر (أيلول) 1977 في مسقط رأسها.

## شعرها
قصائدها موزعة في الصحف والمجلات، كـ«الأديب»، و«الآداب»، و«الثقافة»، و«دنيا المرأة»، و«النصر». وبعضها لم ينشر في‌ أي مكان، محفوظًا عند‌ أسرتها. ضم ديوانها «أزهار ليلك» أربعًا وثلاثين قصيدة من الشعر الوجداني الرقيق الذي عبرت فيه عن معاناتها وهمومها وحرمانها وأشواقها بصدق وعفوية، فقد كانت تصبو إلى يوتوبيا من نسج أحلامها، وتططلع إلى عالم يسوده الحب والتفاهم والحرية وتسعى إلى التفلت والانطلاق من القيود التي وضعها المجتمع في طريقها، فلا تواجه إلا بالصد وخيبة الأمل. وبعد الجانب الرومانسي في شعرها الوجداني، لها قصائد تدعو فيها إلى السلام والمحبة والعدالة بين بني البشر. وتشفق على إنسان القرن العشرين.
قال عنها عيسى فتوح «كانت نبيهة حداد شاعرة مرهفة الشعور، صادقة في التعبير عن أحاسيسها الذاتية والاجتماعية، سعت إلى التجديد في كل ما كتبت من قصائد، وقد أمدتها حياتها القلقة بفيض لا ينضب من المعاني الجريئة التي لم نألفها في شعر المرأة من قبل. كان شعرها مرآة دقيقة لكل ما عانتها في حياتها القصيرة من ألوان العذاب والصد والتنكر.».

جاء في معجم البابطين عنها «شاعرة ذاتية، يتنوع شعرها شكليًا بين التزام الوزن والقافية، والكتابة على الشكل التفعيلي، والتزام الأسطر الشعرية، وتنتمي موضوعيًا إلى الاتجاه الوجداني في التعبير عن النفس والمشاعر الإنسانية الخاصة، والمعاناة، والحرمان، والأشواق، والفرح والحزن، واليأس والأمل، والسعي إلى الحرية والانفلات من القيود التي فرضها عليها المجتمع بوصفها امرأة. تكثر في شعرها مفردات الليل والبحر والأمواج، حتى لا تكاد قصيدة تخلو من مفردة الليل، وما يترتب عليها من إظلام وشعور بالغربة. في شعرها عمق فلسفي، وبعد ثقافي مرده الإحالات الرمزية للأحداث الكبرى في التاريخ، والتناص مع بعض الأقوال والأفعال.».

## وصلات خارجية
- نبيهة حداد على موقع أرشيف الشارخ